# John Cardwell
John Middleton Cardwell (agosto 1886 – Columbia, 27 luglio 1907) è stato un lottatore statunitense.

## Carriera
Partecipò alle gare di lotta dei pesi gallo ai Giochi olimpici di Saint Louis 1904, dove fu sconfitto alle semifinali da Jack Niflot.